# Arminia Bielefeld/Saison 2021/22
Dieser Artikel beschreibt den Verlauf der Saison 2021/22 von Arminia Bielefeld. Arminia Bielefeld trat in der Saison in der Bundesliga an und musste als Vorletzter absteigen. Im DFB-Pokal erreichte die Mannschaft die zweite Runde.

## Personalien

### Kader
| 01 | Stefan Ortega Moreno | Deutschland  |
| 13 | Stefanos Kapino      | Griechenland |
| 35 | Arne Schulz          | Deutschland  |

| 02 | Amos Pieper      | Deutschland                |
| 03 | Guilherme Ramos  | Portugal                   |
| 04 | Joakim Nilsson   | Schweden                   |
| 05 | Jacob Laursen    | Danemark                   |
| 15 | Nathan de Medina | Belgien                    |
| 24 | George Bello     | Vereinigte Staaten Nigeria |
| 27 | Cédric Brunner   | Schweiz                    |
| 30 | Andrés Andrade   | Panama                     |

| 07 | Gonzalo Castro       | Deutschland Spanien |
| 08 | Alessandro Schöpf    | Osterreich          |
| 11 | Masaya Okugawa       | Japan               |
| 16 | Fabian Kunze         | Deutschland         |
| 17 | Burak İnce           | Turkei              |
| 19 | Manuel Prietl        | Osterreich          |
| 20 | Patrick Wimmer       | Osterreich          |
| 21 | Robin Hack           | Deutschland         |
| 37 | Vladislav Cherny     | Deutschland         |
| 39 | Sebastian Vasiliadis | Deutschland         |

| 09 | Fabian Klos    | Deutschland |
| 10 | Bryan Lasme    | Frankreich  |
| 18 | Florian Krüger | Deutschland |
| 23 | Janni Serra    | Deutschland |

Arminia Bielefeld ging mit Manuel Prietl und Fabian Klos als gleichberechtigte Mannschaftskapitäne in die Saison, wobei Manuel Prietl die Mannschaft auf das Spielfeld führt. In der Vorsaison war Fabian Klos alleiniger Kapitän. Zusätzlich zu Prietl und Klos bilden Stefan Ortega Moreno, Cédric Brunner und Amos Pieper den Mannschaftsrat.

### Transfers Saison 2021/22
| Zugänge | Abgänge |
| Sommerpause 2021 | Sommerpause 2021 |
| --- | --- |
| - Robin Hack (1. FC Nürnberg) - Stefanos Kapino (Werder Bremen) - Florian Krüger (FC Erzgebirge Aue) - Bryan Lasme (FC Sochaux) - Masaya Okugawa (FC Red Bull Salzburg, war geliehen) - Guilherme Ramos (CD Feirense) - Alessandro Schöpf (FC Schalke 04) - Janni Serra (Holstein Kiel) - Sebastian Vasiliadis (SC Paderborn 07) - Patrick Wimmer (FK Austria Wien) | - Jomaine Consbruch (Eintracht Braunschweig, Leihe) - Sergio Córdova (FC Augsburg; Leihende) - Ritsu Dōan (PSV Eindhoven; Leihende) - Jóan Símun Edmundsson (Waasland-Beveren) - Marcel Hartel (FC St. Pauli) - Oscar Linnér (Brescia Calcio, Leihe) - Anderson Lucoqui (1. FSV Mainz 05) - Arne Maier (Hertha BSC; Leihende) - Sebastian Müller (Eintracht Braunschweig, Leihe) - Noel Niemann (TSV Hartberg; Leihe) - Can Özkan (Fortuna Düsseldorf II) - Nikolai Rehnen (SV Sandhausen) - Sven Schipplock (VfB Stuttgart II) - Nils Seufert (SpVgg Greuther Fürth) - Cebio Soukou (SV Sandhausen) - Michel Vlap (RSC Anderlecht, Leihende) - Andreas Voglsammer (1. FC Union Berlin) - Reinhold Yabo (Karriereende) |
| nach Saisonbeginn | |
| - Andrés Andrade (LASK, Leihe) - Lennart Czyborra (CFC Genua, Leihe) - Edimilson Fernandes (1. FSV Mainz 05, Leihe) - Gonzalo Castro (vereinslos, zuletzt VfB Stuttgart) | - Christian Gebauer (FC Ingolstadt 04, Leihe) - Mike van der Hoorn (FC Utrecht, Leihe) |
| Januar 2022 | |
| - George Bello (Atlanta United) - Gonzalo Castro (vereinslos, zuletzt VfB Stuttgart) - Burak İnce (Altınordu Izmir) | - Lennart Czyborra (CFC Genua, Leihende) - Edimilson Fernandes (1. FSV Mainz 05, Leihende) |

### Funktionäre und Trainer Saison 2021/22
| Funktion    | Name                                                       | Funktion                 | Name           |
| ----------- | ---------------------------------------------------------- | ------------------------ | -------------- |
| Cheftrainer | Frank Kramer (bis 20. April) Marco Kostmann (ab 20. April) | Torwart-Trainer          | Marco Kostmann |
| Co-Trainer  | Ilia Gruev (bis 20. April) Michael Henke (ab 20. April)    | Athletik-Trainer         | Niklas Klasen  |
| Co-Trainer  | Sebastian Hille                                            | Geschäftsführer Sport    | Samir Arabi    |
| Co-Trainer  | Stefan Kleineheismann                                      | Geschäftsführer Finanzen | Markus Rejek   |

## Spielkleidung
| Heim | Auswärts | Alternativ |

## Saison
Alle Ergebnisse aus Sicht von Arminia Bielefeld. Grün unterlegte Ergebnisse kennzeichnen einen Sieg, rot unterlegte eine Niederlage und gelb unterlegte ein Unentschieden.

### Bundesliga
| ST | Datum              | Gegner                   | Ort      | Ergebnis | Tor(e) für Arminia    |
| -- | ------------------ | ------------------------ | -------- | -------- | --------------------- |
| 1  | 14. August 2021    | SC Freiburg              | Heim     | 0:0      |                       |
| 2  | 21. August 2021    | SpVgg Greuther Fürth     | Auswärts | 1:1      | Klos                  |
| 3  | 28. August 2021    | Eintracht Frankfurt      | Heim     | 1:1      | Wimmer                |
| 4  | 12. September 2021 | Borussia Mönchengladbach | Auswärts | 1:3      | Okugawa               |
| 5  | 18. September 2021 | TSG 1899 Hoffenheim      | Heim     | 0:0      |                       |
| 6  | 25. September 2021 | 1. FC Union Berlin       | Auswärts | 0:1      |                       |
| 7  | 3. Oktober 2021    | Bayer 04 Leverkusen      | Heim     | 0:4      |                       |
| 8  | 17. Oktober 2021   | FC Augsburg              | Auswärts | 1:1      | Laursen               |
| 9  | 23. Oktober 2021   | Borussia Dortmund        | Heim     | 1:3      | Klos                  |
| 10 | 30. Oktober 2021   | 1. FSV Mainz 05          | Heim     | 1:2      | Laursen               |
| 11 | 6. November 2021   | VfB Stuttgart            | Auswärts | 1:0      | Okugawa               |
| 12 | 20. November 2021  | VfL Wolfsburg            | Heim     | 2:2      | Okugawa, Klos         |
| 13 | 27. November 2021  | Bayern München           | Auswärts | 0:1      |                       |
| 14 | 4. Dezember 2021   | 1. FC Köln               | Heim     | 1:1      | Lasme                 |
| 15 | 11. Dezember 2021  | Hertha BSC               | Auswärts | 0:2      |                       |
| 16 | 14. Dezember 2021  | VfL Bochum               | Heim     | 2:0      | Okugawa, Wimmer       |
| 17 | 18. Dezember 2021  | RB Leipzig               | Auswärts | 2:0      | Serra, Okugawa        |
| 18 | 8. Januar 2022     | SC Freiburg              | Auswärts | 2:2      | Lasme, Okugawa        |
| 19 | 16. Januar 2022    | SpVgg Greuther Fürth     | Heim     | 2:2      | Okugawa, Castro       |
| 20 | 21. Januar 2022    | Eintracht Frankfurt      | Auswärts | 2:0      | Schöpf, Wimmer        |
| 21 | 5. Februar 2022    | Borussia Mönchengladbach | Heim     | 1:1      | Serra                 |
| 22 | 13. Februar 2022   | TSG 1899 Hoffenheim      | Auswärts | 0:2      |                       |
| 23 | 19. Februar 2022   | 1. FC Union Berlin       | Heim     | 1:0      | Okugawa               |
| 24 | 26. Februar 2022   | Bayer 04 Leverkusen      | Auswärts | 0:3      |                       |
| 25 | 4. März 2022       | FC Augsburg              | Heim     | 0:1      |                       |
| 26 | 13. März 2022      | Borussia Dortmund        | Auswärts | 0:1      |                       |
| 27 | 19. März 2022      | 1. FSV Mainz 05          | Auswärts | 0:4      |                       |
| 28 | 2. April 2022      | VfB Stuttgart            | Heim     | 1:1      | Krüger                |
| 29 | 9. April 2022      | VfL Wolfsburg            | Auswärts | 0:4      |                       |
| 30 | 17. April 2022     | FC Bayern München        | Heim     | 0:3      |                       |
| 31 | 23. April 2022     | 1. FC Köln               | Auswärts | 1:3      | Eigentor durch Hübers |
| 32 | 30. April 2022     | Hertha BSC               | Heim     | 1:1      | Nilsson               |
| 33 | 6. Mai 2022        | VfL Bochum               | Auswärts | 1:2      | Nilsson               |
| 34 | 14. Mai 2022       | RB Leipzig               | Heim     | 1:1      | Serra                 |

### DFB-Pokal
| Runde | Datum            | Gegner          | Ort      | Ergebnis  | Tor(e) für Arminia                       |
| ----- | ---------------- | --------------- | -------- | --------- | ---------------------------------------- |
| 1     | 7. August 2021   | SpVgg Bayreuth  | Auswärts | 6:3       | Lasme (2), Klos, Kunze, Laursen, Nilsson |
| 2     | 26. Oktober 2021 | 1. FSV Mainz 05 | Auswärts | 2:3 n. V. | Okugawa, Klos                            |

### Freundschaftsspiele
Diese Tabelle führt die ausgetragenen Freundschaftsspiele auf. Soweit nicht anders angegeben kommen die Gegner bzw. sind die Spielorte in Deutschland.
| Datum             | Gegner                 | Spielort                             | Ergebnis |
| ----------------- | ---------------------- | ------------------------------------ | -------- |
| 3. Juli 2021      | SC Verl                | Sportclub Arena, Verl                | 0:3      |
| 10. Juli 2021     | Hannover 96            | Friedrich-Hagemann-Straße, Bielefeld | 1:0      |
| 18. Juli 2021     | FK Krasnodar           | Schwaz                               | abgesagt |
| 23. Juli 2021     | VfB Stuttgart          | Kufstein                             | 2:5      |
| 28. Juli 2021     | SC Wiedenbrück         | Friedrich-Hagemann-Straße, Bielefeld | 1:1      |
| 31. Juli 2021     | FC Twente Enschede     | SchücoArena, Bielefeld               | 1:1      |
| 2. September 2021 | SC Paderborn 07        | Paderborn                            | 2:1      |
| 7. Oktober 2021   | Heracles Almelo        | Emsdetten                            | 2:1      |
| 11. November 2021 | Eintracht Braunschweig | Friedrich-Hagemann-Straße, Bielefeld | 1:0      |
| 27. Januar 2022   | SC Paderborn 07        | Friedrich-Hagemann-Straße, Bielefeld | 0:2      |

## Statistiken

### Saisonverlauf
| Spieltag | 1  | 2  | 3  | 4  | 5  | 6  | 7  | 8  | 9  | 10 | 11 | 12 | 13 | 14 | 15 | 16 | 17 | 18 | 19 | 20 | 21 | 22 | 23 | 24 | 25 | 26 | 27 | 28 | 29 | 30 | 31 | 32 | 33 | 34 |
| -------- | -- | -- | -- | -- | -- | -- | -- | -- | -- | -- | -- | -- | -- | -- | -- | -- | -- | -- | -- | -- | -- | -- | -- | -- | -- | -- | -- | -- | -- | -- | -- | -- | -- | -- |
| Spielort | H  | A  | H  | A  | H  | A  | H  | A  | H  | H  | A  | H  | A  | H  | A  | H  | A  | A  | H  | A  | H  | A  | H  | A  | H  | A  | A  | H  | A  | H  | A  | H  | A  | H  |
| Resultat | U  | U  | U  | N  | U  | N  | N  | U  | N  | N  | S  | U  | N  | U  | N  | S  | S  | U  | U  | S  | U  | N  | S  | N  | N  | N  | N  | U  | N  | N  | N  | U  | N  | U  |
| Platz    | 11 | 13 | 12 | 14 | 13 | 16 | 16 | 17 | 17 | 17 | 17 | 17 | 17 | 17 | 17 | 17 | 17 | 17 | 16 | 14 | 15 | 15 | 14 | 14 | 15 | 15 | 17 | 16 | 16 | 17 | 17 | 17 | 17 | 17 |

Legende: Spielort: H = Heim; A = Auswärts. Resultat: S = Sieg; U = Unentschieden; N = Niederlage

### Spielerstatistiken
| Spieler              | Bundesliga | Bundesliga | Bundesliga  | Bundesliga | DFB-Pokal | DFB-Pokal | DFB-Pokal   | DFB-Pokal  | Total    | Total | Total       | Total      |
| Spieler              | Einsätze   | Tore       | Gelbe Karte | Rote Karte | Einsätze  | Tore      | Gelbe Karte | Rote Karte | Einsätze | Tore  | Gelbe Karte | Rote Karte |
| -------------------- | ---------- | ---------- | ----------- | ---------- | --------- | --------- | ----------- | ---------- | -------- | ----- | ----------- | ---------- |
| Andrés Andrade       | 16         | 0          | 4           | 0          | 1         | 0         | 0           | 0          | 17       | 0     | 4           | 0          |
| George Bello         | 10         | 0          | 0           | 0          | 0         | 0         | 0           | 0          | 10       | 0     | 0           | 0          |
| Cédric Brunner       | 26         | 0          | 6           | 0          | 1         | 0         | 0           | 0          | 27       | 0     | 6           | 0          |
| Gonzalo Castro       | 11         | 1          | 0           | 0          | 0         | 0         | 0           | 0          | 11       | 1     | 0           | 0          |
| Lennart Czyborra     | 4          | 0          | 1           | 0          | 1         | 0         | 0           | 0          | 5        | 0     | 1           | 0          |
| Edimilson Fernandes  | 7          | 0          | 0           | 0          | 1         | 0         | 0           | 0          | 8        | 0     | 0           | 0          |
| Christian Gebauer    | 0          | 0          | 0           | 0          | 1         | 0         | 0           | 0          | 1        | 0     | 0           | 0          |
| Robin Hack           | 30         | 0          | 2           | 0          | 1         | 0         | 0           | 0          | 31       | 0     | 2           | 0          |
| Mike van der Hoorn   | 1          | 0          | 0           | 0          | 1         | 0         | 0           | 0          | 2        | 0     | 0           | 0          |
| Burak İnce           | 5          | 0          | 0           | 0          | 0         | 0         | 0           | 0          | 5        | 0     | 0           | 0          |
| Stefanos Kapino      | 1          | 0          | 0           | 0          | 0         | 0         | 0           | 0          | 1        | 0     | 0           | 0          |
| Fabian Klos          | 25         | 3          | 2           | 1          | 2         | 2         | 1           | 0          | 27       | 5     | 3           | 1          |
| Florian Krüger       | 27         | 1          | 0           | 0          | 2         | 0         | 0           | 0          | 29       | 1     | 0           | 0          |
| Fabian Kunze         | 22         | 0          | 9           | 0          | 1         | 1         | 0           | 0          | 23       | 1     | 9           | 0          |
| Bryan Lasme          | 22         | 2          | 2           | 0          | 2         | 2         | 0           | 0          | 24       | 4     | 2           | 0          |
| Jacob Laursen        | 24         | 2          | 1           | 0          | 0         | 0         | 0           | 0          | 24       | 2     | 1           | 0          |
| Nathan de Medina     | 18         | 0          | 2           | 0          | 2         | 0         | 0           | 0          | 20       | 0     | 2           | 0          |
| Joakim Nilsson       | 31         | 2          | 4           | 0          | 1         | 1         | 0           | 0          | 32       | 3     | 4           | 0          |
| Masaya Okugawa       | 31         | 8          | 0           | 0          | 2         | 1         | 0           | 0          | 33       | 9     | 0           | 0          |
| Stefan Ortega Moreno | 33         | 0          | 1           | 0          | 2         | 0         | 0           | 0          | 35       | 0     | 1           | 0          |
| Amos Pieper          | 27         | 0          | 2           | 0          | 2         | 0         | 2           | 0          | 29       | 0     | 4           | 0          |
| Manuel Prietl        | 26         | 0          | 3           | 0          | 2         | 0         | 1           | 0          | 28       | 0     | 4           | 0          |
| Guilherme Ramos      | 13         | 0          | 1           | 0          | 2         | 0         | 1           | 0          | 15       | 0     | 2           | 0          |
| Alessandro Schöpf    | 31         | 1          | 1           | 0          | 2         | 0         | 1           | 0          | 33       | 1     | 2           | 0          |
| Arne Schulz          | 0          | 0          | 0           | 0          | 0         | 0         | 0           | 0          | 0        | 0     | 0           | 0          |
| Janni Serra          | 26         | 3          | 1           | 0          | 1         | 0         | 0           | 0          | 27       | 3     | 1           | 0          |
| Wladislaw Tscherny   | 0          | 0          | 0           | 0          | 0         | 0         | 0           | 0          | 0        | 0     | 0           | 0          |
| Sebastian Vasiliadis | 19         | 0          | 3           | 0          | 0         | 0         | 0           | 0          | 19       | 0     | 3           | 0          |
| Patrick Wimmer       | 33         | 3          | 7           | 0          | 1         | 0         | 0           | 0          | 34       | 3     | 7           | 0          |

Alessandro Schöpf sah beim Spiel gegen die SpVgg Greuther Fürth am 21. August 2021 die Gelb-Rote Karte.

## Varia
Amos Pieper wurde in den Kader der deutschen Olympiaauswahl für das 2021 ausgetragene Fußballturnier der Olympischen Sommerspiele 2020 berufen. Pieper kam in zwei Vorrundenspielen zum Einsatz, konnte aber das vorzeitige Ausscheiden der Mannschaft nicht verhindern.
Der erste Saisonsieg gelang erst am 11. Spieltag. Nie mussten die Bielefelder in der Bundesliga länger auf den ersten Saisonsieg warten.